# 大阪シティバス酉島営業所
大阪シティバス酉島営業所（おおさかシティバスとりしまえいぎょうしょ）は、大阪府大阪市此花区酉島にある大阪シティバスの営業所。最寄バス停は酉島車庫前。配置車両の側面および後面窓ガラスに貼られる営業所を示すシールの表記は「酉」である。

## 概要
主に此花区や西淀川区・港区・大正区など大阪市北西部を通る、酉島車庫、野田阪神、西九条発着の路線を担当している。また、中津営業所の補助として、大阪駅前発着路線の一部も受け持っている。

## 沿革
1969年に大阪市交通局（大阪市営バス）春日出営業所として設置された後、1994年に移転という形で酉島営業所が設置された。市営バスの重整備や車検整備を担当する酉島自動車管理事務所と中津営業所酉島支所が大阪市交通局の直営で併設されていた。2006年4月に大阪運輸振興（後の大阪シティバス）へ業務委託されており、大阪市交通局の民営化に伴い、2018年4月に大阪市交通局から大阪シティバスへ営業所が移譲された。
- 1969年10月1日 - 大阪市交通局（大阪市営バス）春日出営業所が設置される。
- 1994年12月 - 春日出営業所からの移転として、酉島営業所が設置される。
- 2006年4月1日 - 業務を大阪運輸振興（後の大阪シティバス）に委託。
- 2017年7月1日 - 敷地内に中津営業所酉島支所（交通局直営）を開設し、同支所との施設共用を開始。
- 2018年4月1日 - 大阪市交通局から大阪シティバスへ移譲。

## 現行路線（一般路線）

### 15急号系統
運行区間
- 15急：地下鉄北加賀屋 - （無停車） - 柴谷橋西詰 - 平林四号池 - 平林北一丁目

概要
- 2023年4月14日運行開始。15号系統（住之江担当）の急行便として上記停留所のみ停車する[1]。

### 36号系統
- 2016年4月1日より中津営業所と共同の担当路線となる。

### 43号系統
運行区間
- 43：酉島車庫前 - 島屋 - 此花区役所 - 伝法 - 福町 - 姫島駅前 - 野里 - 塚本駅前 - 十三 - 大阪駅前

概要
- 43号系統は、大阪駅から淀川区・西淀川区（淀川通・姫島通）を経由して、此花区方面とを結ぶ路線である。新淀川に架かる伝法大橋を渡る唯一の路線である。

沿革
- 当初は大阪駅 - 梅田新道 - 桜橋 - 福島西通 - 西九条 - 千鳥橋 - 此花区役所 - 伝法 - 福町 - 姫島駅前 - 野里 - 塚本駅前 - 十三 - 大阪駅前と循環しており、十三先回りを甲、桜橋先回りを乙とした。
- 2002年1月27日のダイヤ改正以前は幹線43号系統と称していて西九条駅まで運行されていた。また、支線43号系統（福町 - 佃六丁目）が運行されていた時期もあった。
- 2012年4月1日のダイヤ改正で運転区間が、酉島車庫前 - 伝法 - 大阪駅前（北口）に改められる。また起点が酉島車庫前となり、中津営業所・港営業所が担当から外れた。

ダイヤおよび停留所
- 運行本数は1時間あたり2 - 5本運行している。
- 過去には区間便として43A号系統（大阪駅前 - 福町）および43B号系統（十三 - 福町）が運行されていたが、2010年3月28日のダイヤ改正で区間便は廃止になった。

### 51号系統
運行区間
- 51：天保山 - 地下鉄大阪港 - 第三突堤前 - 福崎二丁目 - 夕凪 - 港区役所前 - 弁天町駅前 - 弁天ふ頭 - 玉船橋 - 境川 - 大正橋 (大正駅前) - ドーム前千代崎
- 51A：天保山 - 地下鉄大阪港 - 第三突堤前 - 福崎二丁目 - 夕凪 - 港区役所前 - 弁天町駅前
- 51B：弁天町駅前 → 弁天ふ頭 → 玉船橋 → 境川 → 大正橋 → ドーム前千代崎

概要
港区南部（福崎地区）・北東部と西区西部を運行し、大阪港から弁天町経由で大正・ドーム前千代崎に至る路線。もともとは3つの路線であったものを統合して現在の運行系統となった。ドーム前千代崎からは98号系統（ドーム前千代崎 - 大正区役所）と連続して運行している。
沿革
- 元々この区間を含む路線としては支線106号系統（弁天ふ頭 - 弁天町駅前 - 福栄橋 - 第三突堤前）と支線60号系統（天保山 - 第三突堤前 - 港車庫、後の61系統）が運行されていた（支線106号系統の変遷については20号系統の節も参照）。
- 九条営業所が港営業所に移転した時に弁天町バスターミナル - 港車庫間運行の支線106A号系統として日中運行を開始する（この当時の支線106号系統は朝夕通勤時間帯のみの運行であった）。
- 2002年1月27日の路線再編の際に系統番号が支線106A号系統から106A号系統に変更となり、後に109号系統が106号系統に統合され循環運転になった際に106D号系統に変更となる。
- 2010年3月28日の系統再編の際に系統番号が106D号系統から51号系統に変更となる。
- 2013年4月1日のダイヤ改正で、61号系統（天保山 - 港車庫）と統合し、弁天町バスターミナル - 福栄橋 - 天保山という経路に変更。港営業所が廃止され担当営業所が鶴町営業所と酉島営業所になり、「港車庫」から「福崎二丁目」に停留所名が変更される。
- 2014年4月1日のダイヤ改正で鶴町営業所が担当から外れ、酉島営業所の単独担当路線となる。
- 2014年9月21日に弁天町バスターミナル廃止に伴い、それまでの98号系統の経路で弁天町駅前 - ドーム前千代崎を延伸し、天保山 - ドーム前千代崎の運行となる。新98号系統（それまでの74号系統）との連結運行となる。
- 2017年4月1日のダイヤ改正より鶴町営業所の担当が復活する。

ダイヤおよび停留所
全区間通しの便はほぼ終日おおむね1時間あたり1本の運行。福崎地区に立地する工場への通勤者の利便性を図るため、平日朝夕ラッシュ時は天保山 - 弁天町駅前間の区間便（51A号系統）も運行している。

### 52号系統
運行区間
- 52：なんば - 幸町一丁目 - 塩草 - 中開三丁目 - 鶴見橋商店街 - 地下鉄花園町 - 地下鉄動物園前 - あべの橋

概要
- 以前、あべの橋 - なんば間には52号系統（旧）（あべの橋 - 長橋二丁目 - 難波中学校前 - なんば、東成・九条→港・木津・住之江・住吉・長居→阿倍野の各営業所担当）と87号系統（あべの橋 - 天王寺公園前 - 地下鉄恵美須町 - 勘助町[注 1] - 芦原橋駅前 - なんば、住吉・長吉・木津・長居→阿倍野の各営業所担当）という2つの路線があったが、2002年1月27日の路線再編時にどちらも廃止になった。しかし、長橋二丁目より南のなにわ筋が開通したことにより、以前の52号系統を一部経路変更した形の48A号系統が運行を開始した。
- 2010年3月28日のダイヤ改正で系統番号が48A号系統から52号系統に変更となった。
- 2012年4月1日のダイヤ改正で、住吉営業所が担当から外れ、新たに鶴町営業所が担当に加わった。
- 2013年4月1日のダイヤ改正で、営業所の閉所により港営業所が担当から外れる。
- 2014年4月1日のダイヤ改正で、「起点:あべの橋、終点:なんば」に入れ替わって住吉営業所単独の担当となった。鶴町営業所と前日で閉所となった東成営業所は担当から外れる。
- 2016年4月1日のダイヤ改正で、住吉営業所が担当から外れ、新たに酉島営業所が担当に加わる。

### 53号系統
- 2016年4月1日より中津営業所と共同の担当路線となる。

### 56号系統
運行区間
- 56：酉島車庫前 - 島屋 - 此花区役所 - 西九条 - 地下鉄玉川 - 福島西通 - 大阪駅前
- 56A：酉島車庫前 - 島屋 - 此花区役所 - 西九条

概要
56号系統は、此花区酉島地区から北港通、曽根崎通（国道2号）を経由して大阪駅を結ぶ路線である。大阪市電16号系統（桜島駅-今福）・17号系統（春日出車庫 - 天満橋）の代替機能も併せ持つ。島屋-西九条間で79号系統と並走しており、此花区の主幹系統である。西九条で大阪環状線・阪神なんば線、地下鉄玉川で地下鉄千日前線と連絡しており、これらの路線との乗り継ぎ流動もある。
沿革
- かつて56号系統は幹線79号系統として春日出車庫前（現・東島屋、以下同様） - 大阪駅前間を運行していた。ただ当時は特79号系統（北港一丁目 - 大阪駅前、現在の79号系統の前身）の補助兼出入庫系統であったため日中の本数はまばらだった。この当時56号という系統番号が付けられていた路線としては、幹線56号系統（春日出車庫前 - 野田阪神前）、支線56号系統（春日出車庫前 - 常吉二丁目企業団地前、後に北港ヨットハーバーまで区間延長）、特56号系統（常吉二丁目企業団地前 - 西九条、後に56号系統としてユニバーサルスタジオ・ジャパン - 此花大橋西詰 - 北港ヨットハーバー  - 西九条に区間延長）などがあったが、これらの系統は現在ではすべて運行していない。
- 春日出営業所が酉島営業所に移転する際に東島屋 - 島屋 - 酉島住宅前 - 酉島車庫前を延長して現在の運転区間になる。
- 2002年1月27日の路線再編の際に幹線79号系統が56A号系統に系統番号が変更になった（この当時の56号系統は前出の特56号系統で、2008年3月30日のダイヤ改正で廃止となった）。
- 2010年3月28日のダイヤ改正で系統番号が56A号系統から56号系統に変更となり、入出庫系統であった56B号系統（酉島車庫前 - 西九条）は廃止となる。

ダイヤ
2010年3月28日のダイヤ改正で79号系統が西九条発着になり、56号系統は日中1時間あたり平日は4 - 5本、土曜は3 - 4本、休日は1時間あたり2 - 3本となっている。

### 58号系統
運行区間
- 58： 野田阪神前 - 鷺洲六丁目 - 中津 - 大阪駅前

概要
58号系統は、大阪駅から北区北部（旧大淀区地域）・福島区北部の鉄道空白地帯を経由して、野田阪神とを結ぶ路線である。中津 - 野田阪神前間は阪神バス北大阪線が併走しており、同区間では阪神バスと共に1975年に廃線となった路面電車の北大阪線の代替も兼ねている。
沿革
2014年4月1日より起点：野田阪神、終点：大阪駅に変更され、酉島営業所の単独担当路線となった。現在は中津営業所との共同担当となっている（かつては古市営業所の担当便もあった）。
ダイヤ
各日とも、昼間は20分毎に運行している。平日朝は運行本数が増えるが、（平日は夜間）土・休日は夕方以降毎時1 - 2本の運行となる。中津停留所にはこの系統のみが停車する（他の路線は通過する）。

### 59号系統
運行区間
- 59：北港ヨットハーバー - 常吉臨港緑地 - 酉島車庫前 - 伝法 - 此花区役所 - 西九条 - 吉野 - 野田阪神前 - 鷺洲 - 福島六丁目 - 大阪駅前
- 59A：酉島車庫前 - 伝法 - 此花区役所 - 西九条 - 吉野 - 野田阪神前 - 鷺洲- 福島六丁目 - 大阪駅前
- 59B：酉島車庫前 - 伝法 - 此花区役所 - 西九条 - 吉野 - 野田阪神前
- 59C：酉島車庫前 - 伝法 - 此花区役所 - 西九条
- 59D：酉島車庫前 - 北港ヨットハーバー

概要
59号系統は、此花区酉島・常吉地区と西九条、野田阪神、大阪駅とを結ぶ路線。
沿革
- 以前59号系統は幹線59号系統として大阪駅前 - 鷺洲 - 西九条 - 伝法 - 酉島間を、59B号系統は支線56号系統として春日出車庫前（現・東島屋）-酉島-常吉二丁目企業団地前間（後に北港ヨットハーバーまで区間延長）を運行していた。
- 後に幹線59号系統と支線56号系統とを統合して特59号系統として大阪駅前-北港ヨットハーバー間に延長（支線56号系統も入出庫系統として存続）され、同時に特59A号系統（大阪駅前 - 鷺洲 - 西九条 - 伝法 - 酉島住宅前 - 春日出車庫前）や特59B号系統（野田阪神前 - 吉野｛西行｝／地下鉄玉川｛東行｝ - 西九条 - 伝法 - 北港ヨットハーバー）も運転を開始した。
- さらにその後、春日出営業所が酉島営業所に移転する際に支線56号系統は支線59号系統（酉島車庫前 - 酉島 - 北港ヨットハーバー）に、特59A号系統は幹線77号系統（野田阪神前 - 西九条 - 酉島車庫前 - 島屋 - 西九条 - 野田阪神前の循環系統）に、特59B号系統は幹線臨59号系統（酉島車庫前 - 伝法 - 西九条 - 吉野 - 野田阪神前）に、それぞれ変更になった。
- 2002年1月27日の路線再編の際に特59号系統は59号系統に、幹線臨59号系統は59A号系統に、支線59号系統は59B号系統になった。
- 2009年3月29日のダイヤ改正で59A号系統が廃止となる。
- 2010年3月28日のダイヤ改正で77A号系統が59A号系統に系統番号が変更され、入出庫系統の59B号系統および59D号系統は廃止となる。
- 2013年4月1日のダイヤ改正で、77号系統を統合し酉島車庫前 - 大阪駅前間の59A号系統を新設（それまでの59A号は59C号に改称）、また59B号系統（酉島車庫前 - 野田阪神）も新設。また、59号系統の北港ヨットハーバー内への乗り入れが廃止された。
- 2020年4月1日のダイヤ改正で、59号系統の北港ヨットハーバー停留所を大阪北港マリーナ施設内に新設すると同時に、既存の北港ヨットハーバー停留所の名称を常吉臨港緑地（北港ヨットハーバー行）に変更するとともに常吉臨港緑地（大阪駅前/酉島車庫前行）を常吉臨港緑地の南側（大阪北港マリーナ寄り）に新設。

ダイヤおよび停留所
- 59号・59A号の昼間の運行本数は大阪駅 - 酉島車庫間では3 - 4本/hで、そのうち1 - 2本/hが北港ヨットハーバー発着となっている。これとは別に朝夕などに59B号・59C号が運行されている。
- 過去には、早朝・深夜に中津営業所が担当する便もあったが、現在は全便が酉島営業所の担当である。

### 60号系統
- 2014年4月1日より鶴町営業所単独の担当路線となったが、2015年4月1日に長らく担当を外れていた中津営業所とともに再度一部便を担当している。

### 75号系統
- 2016年4月1日より中津営業所と共同の担当路線となる。

### 79号系統
運行区間
- 79：西九条 - 千鳥橋 - 春日出南二丁目 - 此花区役所 - 島屋 - 安治川口駅前 - 桜島二丁目東 - 桜島駅前 - 桜島三丁目

79号系統は、西九条から此花区南西部を結ぶ路線で、一部区間はJRゆめ咲線と並行している。
かつては大阪駅前を発着する系統であったが2010年3月28日の56号系統との統合により、79号系統は西九条以西の此花区内の運行となる。
沿革
- かつては特79号系統（北港一丁目 - 春日出車庫前 - 西九条 - 大阪駅）と、その区間運転として幹線79号系統（春日出車庫前 - 西九条 - 大阪駅）、幹線79A号系統（春日出車庫前 - 西九条）が、また特79A号系統（西九条 - 桜島駅前）と、その区間運転として支線79号系統（春日出車庫前 - 桜島駅前）、特79B号系統（西九条 - 北港一丁目）、支線79A号系統（春日出車庫 - 北港一丁目）が運行されていた。
- その後、此花大橋の建設・開通に伴い北港一丁目発着の系統は、北港二丁目まで延長された。
- 1994年12月：酉島営業所への移転に伴い、春日出車庫前停留所が東島屋停留所に改称。また、幹線79号系統が酉島車庫前 - 東島屋間を延長（酉島車庫前 - 東島屋 - 大阪駅間の運行）、支線79号系統は酉島車庫前 - 桜島駅前間運転となり、同時に酉島車庫前 - 北港二丁目を運行する支線79A号系統も運行を開始した。
- 2001年：ユニバーサル・スタジオ・ジャパンの開園により桜島駅前発着の系統は、ユニバーサル・スタジオ・ジャパンまで延長された。
- 2002年1月27日：幹線79号系統が56A号系統、特79号系統が79号系統、支線79A号系統が79A号系統、特79A号系統は179号系統へ、支線79号系統は179A号系統にそれぞれ改称。
- 2010年3月28日のダイヤ改正で79号系統・79A号系統・179号系統・179A号系統を統合し79号系統としてユニバーサルスタジオ・ジャパン - 北港二丁目 - 西九条間の運行に変更となった（同時に56A号系統は56号系統に改番）。
- 2012年4月1日のダイヤ改正で北港二丁目に停車しなくなる。
- 2014年4月1日のダイヤ改正で、千鳥橋 - 此花区役所間で春日出南地区を経由するようになり、島屋以西は安治川口を経由して桜島三丁目へ至る経路に変更。

ダイヤおよび停留所
- 各日とも、1時間あたり1 - 2本の運行頻度となっている。中型車で運行されている。
- 桜島2丁目東停留所（2012年4月1日設置）はユニバーサルシティ駅前交差点付近にあり、ユニバーサル・スタジオ・ジャパンの最寄り停留所である。

### 81号系統
運行区間
- 81：西九条 - 此花区役所 - 島屋 - 北港1丁目 - アミティ舞洲 - 舞洲スポーツアイランド

概要
大阪市此花区の舞洲・舞洲スポーツアイランドへのアクセス路線である。この路線はアミティ舞洲（大阪市舞洲障がい者スポーツセンター）が沿線にあるために、早期から定期便は全便ノンステップバスで運転されていた（なお2012年4月1日より大阪市営バスは全車ノンステップバスとなっている）。
沿革
以前には特81号系統の補助系統として臨81号系統（舞洲スポーツアイランド - 桜島駅前、後にユニバーサル・スタジオ・ジャパンまで延長され、系統番号も81A号系統に変更）も運転されていたが、2005（平成17）年8月16日に81A号系統は廃止された（現在、桜島駅発舞洲方面へは北港観光バスの舞洲アクティブバスが運行されている）。
- 舞洲スポーツアイランドができた際に特81号系統という系統番号で運行が開始された（舞洲スポーツアイランド - 島屋が支線区間、島屋 - 野田阪神前が幹線区間であった）。当初、舞洲へのアクセス路線はこの系統のみであった。
- 1999年10月1日：アミティ舞洲（大阪市舞洲障がい者スポーツセンター）開設に伴い、アミティ舞洲停留所を新設、経路が一部変更。
- 2002年1月27日：81号系統に改称。
- 2013年4月1日 : 運行経路を舞洲スポーツアイランド - 西九条に短縮された。
- 2025年 : 起点・西九条、終点・舞洲スポーツアイランドに変更。また万博期間の舞洲内道路の一方通行気勢に伴い、東行の運行経路を臨時変更。(舞洲中央・舞洲緑地前の東行を休止)

ダイヤおよび停留所
- 昼間はおおむね平日が60分間隔、土曜は30分間隔・休日は30 - 45分間隔となっている。なお、臨81号系統が運行されていた時期には、舞洲スポーツアイランドでイベントが開催される場合に、臨81号系統の増便措置が行われた[2]。

### 82号系統
- 82：《循環》

西九条 → 千鳥橋 → 高見二丁目 → 高見小学校前 → 高見一丁目 → 高見三丁目 → 高見二丁目 → 千鳥橋 → 西九条
- 此花区の西九条と住宅地である高見地区を結ぶ路線である。ルートの都合上この路線は此花朝日橋には止まらない。これは千鳥橋交差点では此花朝日橋停留所から高見地区方面へ行くことができず、此花朝日橋停留所手前から北港通を経由して千鳥橋交差点を右折して高見地区方面へ向かうからである。
- 1998年4月1日：運行開始。2002年1月27日以前は特82号系統（西九条 - 千鳥橋が幹線区間、千鳥橋 - 高見一丁目（循環）が支線区間）であった。
- 中型車で運行されている。

### 84号系統
運行区間
- 84：なんば - 四ツ橋 - 地下鉄西長堀 - 本田一丁目 - 弁天ふ頭 - 弁天町駅前 - 地下鉄朝潮橋(東) - 三先 - 浮島橋 - 八幡屋三丁目
- 84A：なんば - 四ツ橋 - 地下鉄西長堀 - 本田一丁目 - 弁天ふ頭 - 弁天町駅前
- 84B：弁天町駅前 → 地下鉄朝潮橋(東) → 三先 → 浮島橋 → 八幡屋三丁目

概要
84号系統はなんば・心斎橋地区から西区北西部・港区北東部 - 中部にかけてを西長堀・弁天町経由で運行する路線で、大阪市営トロリーバス9号線、さらに遡れば大阪市電9号系統（今里 - 玉船橋）の代替機能を持つ。弁天町バスターミナルを境に分かれていた2つの系統が同バスターミナルの廃止により統合して現在の運行区間となった。
84号系統沿革
かつての84号系統（ゾーンバス制度導入後は幹線84号系統）は東成営業所（1980年ごろまでは生野営業所も）担当の路線で、杭全 - 地下鉄今里 - 四ツ橋 - 弁天ふ頭間で運行していた。その後、何度か路線の短縮・延長および担当営業所の変更を繰り返している。
ゾーンバス制度導入の際にあわせて地下鉄今里 - 弁天ふ頭間に短縮された。
弁天町バスターミナルの開設（操車場の移転）に伴い地下鉄今里 - 弁天町バスターミナル間に延長された。
地下鉄長堀鶴見緑地線の延伸により、弁天町バスターミナル - 地下鉄西長堀間に短縮された。この時に担当営業所が地下鉄今里を運行しなくなったこともあり、東成営業所から九条営業所（後に港営業所）に変更となった。
1999年7月1日に日中の一部の便が弁天町バスターミナル - なんば間に延長された（弁天町バスターミナル - 地下鉄西長堀間の便は幹線84A号系統に変更）。他社線との連絡により利用客の増加を図るためであった。
2002年1月27日に幹線84号系統が84号系統に系統番号が変更され、全便が弁天町バスターミナル - なんば間の運行となった。この時に担当営業所が港営業所から住之江営業所に変更された。
2008年3月30日に担当営業所が住之江営業所から港営業所に再度変更された。
2013年の港営業所廃止により酉島営業所に移管された。
2014年9月21日に弁天町バスターミナルの廃止に伴い、それまでの84号系統と44号系統を統合し、新84号系統としてなんば-弁天町駅前-八幡屋四丁目間の運行となり、それまでの84号系統は区間便の84A号系統として運行が継続された。併せて八幡屋三丁目行きの浮島橋→八幡屋三丁目間のループ経路の途中に八幡屋四丁目停留所を新設。
ダイヤおよび停留所
平日・土曜はほぼ終日おおむね60分間隔、休日は60 - 80分間隔の運行。八幡屋三丁目発着は17 - 18時台までの運行で、それ以降は弁天町発着の84A号として運行。休日は日中にも84A号が割り込む形で設定されている。
四ツ橋 - なんば間は、なんば行きが御堂筋、弁天町駅前・八幡屋三丁目行きが四つ橋筋を経由する。中型車で運行される。

2014年9月20日まで運行されていた44号系統については次のとおりである。
- 44：弁天町バスターミナル - 地下鉄朝潮橋 - 三先 - 浮島橋 - 八幡屋三丁目

44号系統沿革
当初は九条営業所（後に港営業所へ移設）を主担当とする特44号系統として、大阪市港区の地下鉄朝潮橋から港大橋（阪神高速4号湾岸線）を通り、大阪市住之江区の南港バスターミナル（現在のフェリーターミナル駅前停留所南側）に至る路線であった。1992年4月12日に始発が弁天町バスターミナルへ延長された。大阪市営バスで唯一高速道路（阪神高速4号湾岸線天保山 - 南港北間）を走る系統でもあった。2002年1月27日に44号系統に系統名が変更され、2005年8月15日まで続いた。後述するように地下鉄朝潮橋 - 南港大橋北詰間は支線17号系統も同一の経路で運行されており、港大橋はこの2つの路線が経由していた。なお、弁天町バスターミナル延伸時に支線17号系統が大幅に増便され、20分サイクルに交互運行されるパターンに改められている。
また、南港咲洲地区に国際見本市会場（インテックス大阪）がオープンした（それまでの大阪国際見本市会場は、現在の朝潮橋駅周辺の大阪市中央体育館がある場所に存在していた）ことに伴い、地下鉄朝潮橋 - 国際見本市会場前を運行する支線17号系統が運行を開始した。この路線は特44号系統と同様に港大橋を経由していた。この支線17号系統はOTS線の開通に際してコスモスクエア駅発着の幹線17号系統、臨17号系統などの運行開始に伴い廃止された。

両路線がほぼニュートラム・地下鉄と並行するが、2005年6月30日まで中ふ頭 - 大阪港間が大阪港トランスポートシステム (OTS) によって営業されており、運賃体系が別立て（2005年6月時点で大人全線230円均一）のため通算運賃が割高となっていた。しかし、同年7月1日より中ふ頭 - 大阪港間も大阪市交通局が運営することになり（線路はOTS管理）、同時に運賃体系が統一されて値下げされた。そのため、利用者がニュートラム・地下鉄への転移により減少する可能性があり、また、阪神高速道路の回数券廃止でのコスト増大を回避するため、同年8月16日から44号系統はポートタウン東駅前 - コスモスクエア間、44A号系統はポートタウン東駅前 - 弁天町バスターミナル間（大阪港咲洲トンネル経由）となり、大阪市営バスで唯一の高速道路を通るバス路線はなくなり、本数もこれまでより削減された。さらに2010年3月28日のダイヤ改正で44号系統は平日の朝夕のみ運行になった。
なお、特44号系統時代には始発・終発およびその前後に住之江営業所の便もあった。
また、国際見本市会場でイベントが行われる際の増便ダイヤの際には、支線17号系統に限り鶴町営業所からの応援車両（いすゞ車）でも運行された。
港営業所が44A号系統→44号系統を担当していたが、2013年の港営業所廃止により酉島営業所に移管された。かつての44号系統は住之江営業所が担当していたが、2010年12月1日のダイヤ改正で、44号系統は17号系統と統合されて廃止となった。
2012年4月1日のダイヤ改正で44A号系統は（新）44号系統に改番された。このダイヤ改正で（新）44号系統は再び平日・土曜・休日を問わず、昼間時にもおおむね1時間間隔で運行されるようになった。
2014年4月1日のダイヤ改正で運行経路が弁天町バスターミナル - 地下鉄朝潮橋 - 八幡屋三丁目に変更され（前日まで運行していた港区ループバスの代替）、弁天町から南港を結ぶ路線がなくなった。
2014年9月20日をもって、84号系統に統合された。
備考
44号系統が高速道路を通っていたため、OTS線開業前までコスモスクエアシャトルバスとして使用されていた日野の専用車（前中折戸でハイバックシートを備えていた）で運行されていた。その後はシートベルト付きの専用のノンステップバスを導入し（他の系統にも使用される場合あり）運行していたが、2014年の経路変更で44号系統は中型車専用となってこれらの車両は使われなくなった。なお、中扉車転属前は一般の車両で運行されていた。

### 88号系統
- 2014年4月1日より中津営業所単独の担当路線となったが、2015年4月1日に鶴町営業所とともに再度一部便を担当している。

### 97号系統
- 2016年4月1日より中津営業所と共同の担当路線となる。

### 98号系統
運行区間
- 98：ドーム前千代崎 - 大正橋（大正駅前） - 新千歳 - 大正区役所前

概要
ドーム前千代崎・大正の両駅と大正区西部の北恩加島・新千歳を結ぶ路線で、済生会泉尾病院へのアクセス路線を兼ねる。一部の便が51号系統との連続運行を行っている。
沿革
過去には98号系統として弁天ふ頭 - 境川 - なんば間を運行していた。西区・港区エリアゾーンバス制度導入時に支線98号系統として境川 - 弁天ふ頭間に運行区間が短縮（境川 - なんば間は幹線60号系統に統合）され、大正区エリアゾーンバス制度導入時（1979年）に108号系統（なんば - 大正橋 - 新千歳）と統合して、弁天ふ頭 - 境川 - 大正橋 - 新千歳 - 大正区役所間の運行となった。その後弁天町バスターミナルの開設（操車場の移転）に伴い弁天町バスターミナル - 弁天ふ頭間が延長されて長らく弁天町バスターミナル-大正橋-大正区役所の運行となっていたが、弁天町バスターミナル廃止に伴う運行系統の整理で現在の運行区間となった。
2002年1月27日のダイヤ改正時に支線98号・支線98B号（ドーム前千代崎 - 大正区役所前）・支線98C号（ドーム前千代崎 - 新千歳）系統がそれぞれ98号・98B号・98C号系統に、特98号系統（鶴町四丁目 - ドーム前千代崎）が98A号系統になるとともに、大正区役所前発着の系統が鶴町営業所との共同担当になったが、後に港営業所単独の担当に戻っている。
2008年3月30日のダイヤ改正から、一部の便は中型ノンステップバス車両で運行している。
2010年3月28日のダイヤ改正から、98B号系統が98A号系統に系統番号が変更に、98A号系統と98C号系統が廃止になる。
2012年4月1日のダイヤ改正で98A号系統が74号系統に改番される。
2013年4月1日に前日をもって閉所となった港営業所に代わり、鶴町営業所と酉島営業所の担当路線となる。
2014年4月1日のダイヤ改正で鶴町営業所が担当から外れ、酉島営業所の単独担当路線となる。
2014年9月21日の弁天町バスターミナル廃止に伴い、98号系統はドーム前千代崎 - 大正区役所前間の運行に短縮されて74号系統と統合、一部の便が短縮区間を引き継いだ51号系統との連続運行となる。現在は51号系統と連続運行する便が酉島営業所単独担当、連続運行しない便は鶴町と酉島の共同担当である。
九条営業所があった時代には、支線98号系統の区間運転系統として、7つの系統が運行された時代があった。
- 支線98A号系統：弁天町バスターミナル - 境川
- 支線98B号系統：弁天町バスターミナル ← 大正橋
- 支線98C号系統：大正橋 - 大正区役所前
- 支線98D号系統：弁天町バスターミナル - 新千歳
- 支線98E号系統：大正橋 - 新千歳
- 支線98F号系統：弁天ふ頭 - 大正区役所前
- 支線98G号系統：弁天町バスターミナル - 弁天ふ頭

なお、平日・土曜日の朝ラッシュ時の支線98E号系統の新千歳行きの一部には、折り返し新千歳発なんば行き（当時の幹線臨98号系統）となるため木津営業所の担当便もあった。
ダイヤおよび停留所
51号系統と連続運行する便がほぼ終日1時間間隔であり、これに98号系統単独の便が2 - 3時間に1本割り込む。単独の便は平日朝夕ラッシュ時に増発される。

## 現行路線（臨時路線）

### ゆり園直行バス
運行区間
- 181直行号系統：西九条 - 舞洲スポーツアイランド

概要
毎年6月頃に開催される大阪舞洲ゆり園開園期間中に運行されている。
ゆり園直行バス運行期間中は、81急号系統も運行される。
一般路線と同様に、ICカード・敬老優待乗車証・定期券・回数カードなども使用できる。
沿革
2015年5月30日運行開始。
2019年に大阪舞洲ゆり園から大阪まいしまシーサイドパークに変更と同時に名前もネモフィラ祭りに変更された。
現在は運転士不足などの理由から運行を取りやめている。

### 森之宮・京橋周遊バス
この節の主要参考文献：森之宮・京橋周遊バスおよび地下鉄・バスのご案内「バス・いまざとライナー路線図」2025年4月現在（いずれも大阪シティバス公式ホームページ内コンテンツに開設）
運行区間
- 森之宮1号系統：京橋駅前→大阪城大手前→森ノ宮駅前→中道→森之宮一丁目（→モビリティタウン）→京橋駅前（循環）
- 森之宮2号系統：京橋駅前 - 森之宮一丁目（- モビリティタウン）

概要
大阪城・森之宮エリアの周遊および森之宮エリアに期間限定で開設している「e METRO MOBILITY TOWN」にアクセスする路線バスとして、2025年10月31日までの期間限定で運行している。
モビリティタウンへの立寄りと停車は、土曜ダイヤ時および休日ダイヤ時のイベント開催時のみに限る（平日は全便、土曜・休日は停車しない便については、森之宮1号系統の場合は森之宮一丁目停留所で転回して京橋駅前に戻る。森之宮2号系統の場合は森之宮一丁目停留所発着となる）。
バス車両は「自動運転レベル2」に対応した電気バスのみの限定運用となっている（ただし、17時以降の運行便は従来の手動運転となる。また、それ以外の時間帯でも状況により一部または全部の区間で手動運転に変更することもある）。
こちらは、この森之宮・京橋周遊バス専用の「e METRO モバイルチケット」が発売されている（「e METROアプリ」からの発行限定）。また、現金の他、ICカードの利用は可能であるが、敬老優待乗車証・定期券・回数カードなどでの利用はできない。
沿革
2024年11月10日運行開始。
2025年1月11日より、モビリティタウンへの立寄りと停車を、土曜ダイヤ時および休日ダイヤ時のイベント開催時のみに限り、一部便で開始した。
2025年10月31日に運行終了予定。

## 過去の担当路線（一般）

### 20号系統
運行区間
- 20：弁天町バスターミナル - 石田二丁目 - 八幡屋 - 地下鉄大阪港 - 天保山

概要
20号系統は、大阪環状線・地下鉄中央線弁天町駅と港区北西部の石田地区を経由して天保山とを結ぶ路線である。
沿革
- 昔は九条営業所（現在の港営業所）担当の路線で、支線105号系統（境川 - 波除｛現在は廃止｝ - 弁天町駅前 - 石田二 - 第三突堤前）および支線106号系統（弁天ふ頭 - 弁天町駅前 - 福栄橋 - 第三突堤前）として運行されていた。
- 後に弁天町バスターミナルの開設の際に支線105号系統は境川 - 弁天町バスターミナル間を支線臨105号系統に分割した上で弁天町バスターミナル - 石田二 - 第三突堤前間へ、支線106号系統は弁天町バスターミナル - 福栄橋 - 第三突堤前へとそれぞれ区間短縮になった（なお、弁天ふ頭 - 弁天町バスターミナル間は代わりに幹線84号系統と支線98号系統が運行区間延長となる）。また支線臨105号系統は1994年に廃止になった。
  - 当時、支線105号系統と支線106号系統は、車両運用上は連続運行をしていて、支線106号系統が運行しない日中および夜間は後の20A号系統と同様に支線105号系統単独の運行であった。連続運行の場合も、第三突堤前に到着するまで行先表示は第三突堤前行きのままで、第三突堤前に到着後弁天町バスターミナル行きになっており、また支線同士でもあったことから、当時の料金制度上連続乗車は不可能で、旅客側的には運行は分断していた。
- 2002年1月27日の路線再編（同時に住之江営業所が大阪運輸振興の管理委託になった）の際に担当営業所が港営業所から住之江営業所に変更になり、系統番号は支線106号系統は106号系統、支線105号系統は109号系統に変更された。これは再編の際に、それまでの5号系統（天満橋 - なんば）が105号系統に変更されたためである。
- 後に106号系統と109号系統を統合して106A・106B号系統になり連続運行になった。
- 2008年3月30日の路線再編で担当営業所が住之江営業所から港営業所に戻る。
- 2010年3月の系統再編より系統番号を20号系統（弁天町バスターミナル - 石田二丁目 - 第三突堤前 - 港車庫）・20A号系統（弁天町バスターミナル - 石田二丁目 - 第三突堤前）・51号系統（弁天町バスターミナル - 夕凪 - 港車庫）にそれぞれ変更され、それまでのような循環運転はなくなる。
- 2013年4月1日のダイヤ改正で港営業所が廃止になり、港車庫発着が天保山発着に変更され、酉島営業所に移管。移管と同時に運行本数が大幅に削減され、平日の朝夕ラッシュ時の1往復ずつの合計2往復のみの運行となった（土曜ダイヤおよび休日ダイヤでは非運行。また、これによって大阪市営バスの系統では最少の運行本数となった）。
- 2014年3月いっぱいで運行を廃止。

### 38号系統
- 2018年8月1日より中津営業所単独の担当路線となる。

### 39号系統
- 2018年8月1日より中津営業所単独の担当路線となる。

### 42号系統
- 2014年4月1日より中津営業所単独の担当路線となる。

### 77号系統
- 77：酉島車庫前 - 伝法 - 此花区役所 - 西九条 - 地下鉄玉川 - 野田阪神前

概要
77号系統は、此花区から此花通を経由して野田阪神を結ぶ路線である。59号系統とは酉島車庫前 - 野田六丁目間で同じ経路を走行する。
沿革
元々は特59A号系統が大阪駅前 - 鷺洲 - 西九条 - 伝法 - 酉島住宅前 - 春日出車庫前（現・東島屋）間で運行していて、酉島営業所開設の際に幹線77号系統として野田阪神前 - 西九条 - 酉島車庫前 - 島屋 - 西九条 - 野田阪神前の循環系統（回る方向で甲と乙が存在）に変更になった。
- 1998年4月1日：幹線77甲号系統と幹線77乙号系統が廃止されるとともに酉島車庫前 - 伝法 - 西九条 - 地下鉄玉川 - 野田阪神前間の幹線77号系統と区間運行便にあたる酉島車庫前 - 伝法 - 西九条の幹線77A号系統が新設される。
- 2002年1月27日：幹線77号系統が77号系統に、幹線77A号系統が77A号系統にそれぞれ系統番号変更。
- 2010年3月28日のダイヤ改正で77A号系統は59A号系統に系統番号が変更となる。
- 2013年4月1日のダイヤ改正で59号系統に統合され、その系統の酉島車庫前止まりとなったため、77号系統としては廃止。

### 83号系統
- 2014年4月1日より守口営業所単独の担当路線、2015年4月1日より中津営業所単独の担当路線、2015年10月1日より井高野営業所単独の担当路線となる。

### 91急号系統
- 2014年4月1日より鶴町営業所単独の担当路線となる。

### 92号系統
- 2018年2月13日より中津営業所単独の担当路線となる。

### 96号系統
- 96：福町 - 大和田橋 - 姫島駅前 - 歌島橋バスターミナル - 塚本駅北口 - 十三 - 済生会病院前 - 大阪駅前

概要
西淀川区福町、歌島橋バスターミナルと大阪駅前を結ぶ路線である。
沿革
- かつては支線93号系統が、93B号系統（歌島橋バスターミナル - 千舟一丁目 - 大和田橋 - 福町。2012年4月1日に廃止）の経路で運行されていた。支線93号系統時代は、幹線93号系統（歌島橋バスターミナル - 井高野車庫、現在の93号系統）と連結運行している便があり、この便は井高野営業所が担当していた。93A・B号系統ともに酉島営業所単独の担当だった。
- 2002年1月27日　支線93号系統が93B号系統に系統番号変更し、9時 - 19時の運行がなくなる。代わりに、9時 - 18時の間を運行する93A号系統が歌島橋バスターミナル - 姫島駅前 - 大和田橋 - 福町）新設される。93A号系統は御幣島住宅前 - 歌島橋バスターミナル - 福町の運転で御幣島住宅前 - 歌島橋バスターミナルが93A北、歌島橋バスターミナル - 福町が93A南と案内されており、歌島橋バスターミナル - 福町のみの運転は93Fとして運転されていた。
- その後、歌島橋交差点に西淀川区役所の新庁舎が落成した際に93A北の区間が廃止され、93Fが93Aに編入される。
- 2012年4月1日のダイヤ改正で93A号系統と93B号系統が統合され、福町を起点に旧93A号系統の経路を経て大阪駅前まで運行する96号系統となる。
- 2014年4月1日のダイヤ改正で42号・43号・92号に集約する形で廃止。

### 99号系統
運行区間
- 99：酉島車庫前 - 北港大橋 - 春日出 - 此花区役所 - 弁天町バスターミナル

概要
- 此花区と国道43号を経由して港区を結ぶ路線である。弁天町では中央線と連絡している。本数は比較的少ない。国道43号の弁天町駅前交差点や梅香交差点を先頭とする渋滞で遅れがちである。

沿革
- 元々は幹線99号系統として全便が春日出営業所の担当で、春日出車庫前（現在の東島屋） - 此花区役所前 - 弁天町バスターミナル間の運行であったが、春日出営業所が酉島営業所に移転する際に東島屋 - 島屋 - 酉島住宅前 - 酉島車庫前を延長して現在の運行区間になる（担当営業所は酉島営業所が継承）。
- 2002年1月27日の路線再編の際に幹線99号系統から99号系統になったとともに、同改正により大阪運輸振興の委託となった住之江営業所の担当になった。しかし、酉島営業所が大阪運輸振興委託になったことにより再び酉島営業所が担当するようになり、後に酉島と港の両営業所が受け持つようになる。
- 2009年3月29日に安治川口駅前停留所が新設され99号系統が安治川口駅前経由になるとともに、全便が港営業所の担当になる。
- 2013年4月1日より、前日をもって廃止された港営業所に代わり酉島営業所の担当となる。大型車・中型車・小型車で運行される。
- 2014年4月1日のダイヤ改正で廃止となる。

## 過去の担当路線（空港リムジンバス）
- 空港リムジンバス　関西空港リムジンバス天満橋系統（関西空港交通・京阪バスとの共同運行）
  - 天満橋駅 - 大阪ビジネスパーク - 大阪城公園駅 - 関西空港第1ターミナル - 関西空港第2ターミナル
  - 2020年4月1日に京阪バス担当の守口系統を再編する形で開設し関西空港交通及び京阪バスと共同運行。大阪シティバスは天満橋駅発着のみ担当。
  - 2021年2月1日より運休。
  - 2022年4月1日に京阪バスが守口市駅 - 天満橋駅 間を廃止[3]。
  - 2024年6月18日に天満橋駅 - 関西空港 の全区間廃止したことを同社ホームページで明らかにした[4][注 6]。
  - 2024年6月19日に大阪シティバスホームページ内の空港リムジンバスページでも廃止が発表された[5][6]。

## 過去の担当路線（臨時路線）

### イルミネーションバス
運行区間

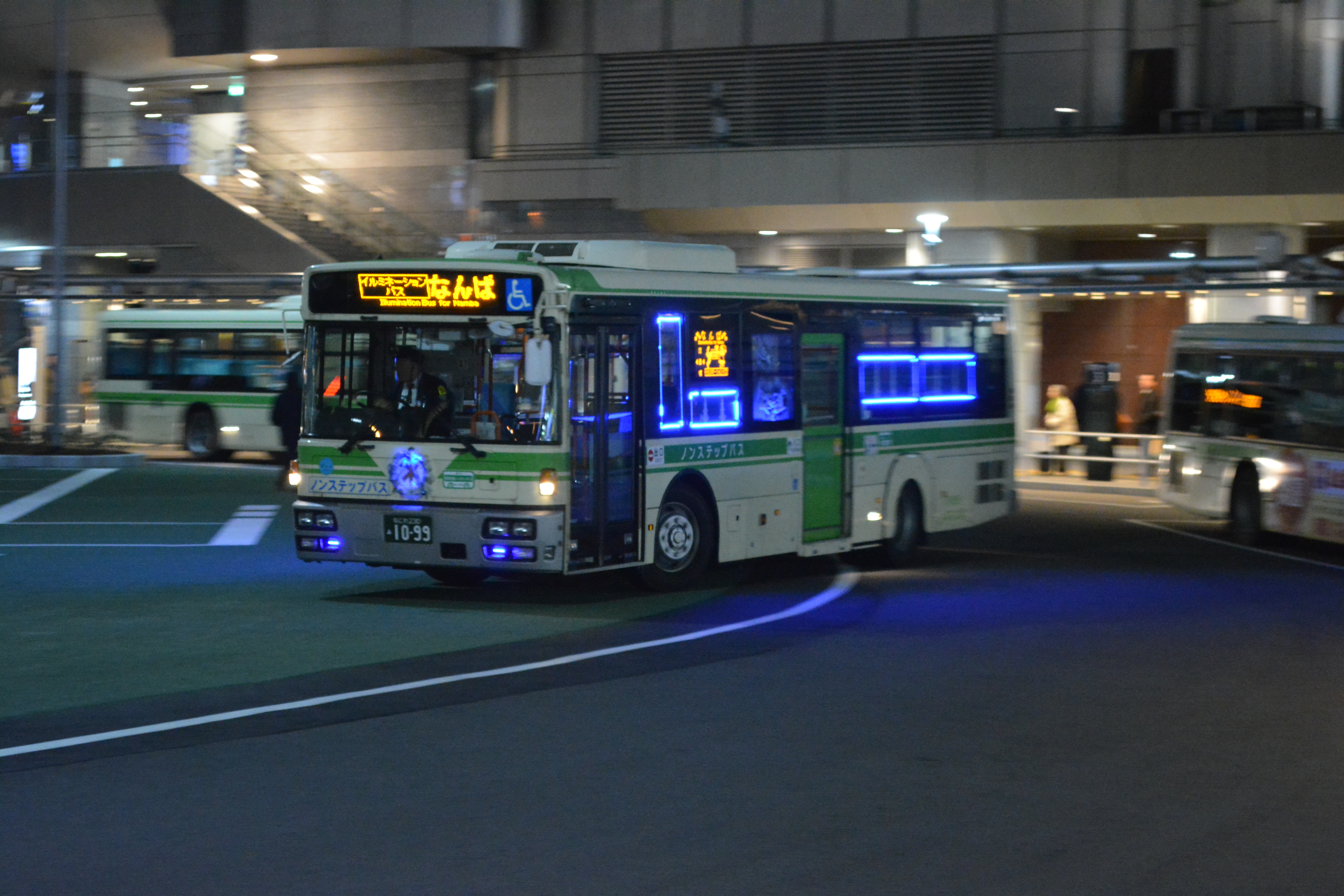
イルミネーションバス

- 108急：大阪駅前 → 淀屋橋 → なんば（御堂筋経由）→ 肥後橋 → 渡辺橋 → 大阪駅前（四つ橋筋経由）

概要
毎年12月1日 - 25日頃に実施の大阪・光の饗宴期間中に運行されていた。
一般路線と同様に、ICカード、敬老優待乗車証、定期券、回数カードなども使用できた。
沿革
- 2014年12月1日　全便中津営業所担当で運行開始。
- 2015年11月30日 酉島営業所の担当となる[注 7]。
- 2017年12月14日 この年のみ中津営業所酉島支所が担当に加わる。
- 2018年は運行にかかる諸条件が整わず運行を中止した[7]。ただし、2019年度については復活している。

### 大阪城さくらバス
運行区間
- 162急：大阪駅前 - 天満橋 - 大阪城大手前

概要
2016年4月初旬の大阪城西の丸庭園の観桜時期に運行されていた。
15分間隔で運行され、鶴町営業所・住之江営業所も共同で担当していた。
一般路線と同様に、ICカード、敬老優待乗車証、定期券、回数カードなども使用できた。
沿革
- 2016年4月1日運行開始。
- 2017年以降の運行なし。

## 過去の担当路線（赤バス系統）
いずれの路線も2013年4月1日のダイヤ改正・運行経路変更により廃止。

### 此花ループ
- 此花ループ：西九条→千鳥橋→此花区役所→朝日神明社→千鳥橋→高見二丁目→安治川トンネル北→西九条

2006年8月1日：高見二丁目、西九条二丁目を経由するように路線変更。運行間隔が18分間隔が26分間隔になる。
廃止代替措置として区内の温泉施設「上方温泉 一休」が西九条との間で運行している送迎バスを春日出南地区を経由させて高齢者・福祉乗車証所持者などに限り利用できるようにした。2014年4月1日の改編で79号系統が春日出南地区経由となってカバーされることになった。

### 西淀川ループ
- 西淀川ループ：歌島橋バスターミナル→御幣島公園→御幣島住宅前→御幣島五丁目→御幣島住宅前→西淀川区民ホール前→歌島四丁目→歌島北→歌島一丁目北→塚本駅前→柏里郵便局→花川→野里→歌島橋→西淀川警察署前→神崎大橋→新佃公園→千船駅→大和田三丁目北→大和田二丁目→姫島五丁目北→西淀中学校前→福町一丁目→福郵便局→大野→大野二丁目→大和田橋→大和田六丁目→大和田四丁目→大和田二丁目→北姫島公園→姫島公園→歌島橋バスターミナル

廃止代替措置として千里山バスへ委託し2013年度はコミュニティバス「に〜よんバス」を運行。「に〜よんバス」は2014年4月1日より無料の福祉バスとなり（平日のみ運行）、経路も変更。利用者を高齢者、妊婦、乳幼児連れ、障害者などに限定している。運行は引き続き千里山バスが担当。

### 福島ループ
- 福島ループ：野田阪神前→JR福島駅→玉川一丁目→玉川四丁目→地下鉄玉川→野田阪神前→大開三丁目南→海老江→野田阪神前

かつては、古市営業所が担当していた。廃止代替措置はなし。

## 車両
前身の春日出営業所時代から、主にシャーシは三菱自動車（現・三菱ふそうトラック・バス）製で、車体は西日本車体工業製が配置されていた。2002年の路線再編以降転属が多く行われるようになったことなどもあり車種が多様化し、2007年現在、いすゞ自動車製、日野自動車製、三菱ふそうトラック・バス製、UDトラックス（旧：日産ディーゼル）製のすべてのメーカー製の車両が在籍している。天然ガスバスも在籍するが、営業所内にはガス充填設備はなく、近隣のガス充填施設（大阪ベイエリアトラックエコ・ステーション）で充填している。
赤バス車両は2005年導入のメルセデス・ベンツトランスポーターT1Nと2011年導入の日野ポンチョIIが配置されていた。
また、過去には、いすゞ・BUの電気バス仕様車（あおぞら号）が、春日出営業所時代の1972年から1982年まで運用されていたことがあった。